# غزدرة
غزدرة هي قرية في مقاطعة تكاب، إيران. عدد سكان هذه القرية هو 590 في سنة 2006.